# بيلي ديفيس (مغنية)
بيلي ديفيس (بالإنجليزية: Billie Davis)‏ هي مغنية بريطانية، ولدت في 22 ديسمبر 1945 في ووكينغ في المملكة المتحدة.

## وصلات خارجية
- بيلي ديفيس على موقع IMDb (الإنجليزية)
- بيلي ديفيس على موقع ميوزك برينز (الإنجليزية)
- بيلي ديفيس على موقع أول ميوزيك (الإنجليزية)
- بيلي ديفيس على موقع ديسكوغز (الإنجليزية)